# Siège de Lille (1304)
Pour les articles homonymes, voir Siège de Lille.
Guerre de Flandre (1297-1305)
Batailles
- Furnes (1297)
- Lille (1297)
- Bruges (1302)
- Courtrai (1302)
- Lille (1302)
- Arques (1303)
- Zierikzee (1304)
- Mons-en-Pévèle (1304)
- Lille (1304)

Le siège de Lille de 1304, troisième et dernier de la ville au cours de la  guerre de Flandre, fait suite à la bataille de Mons-en-Pévèle du 18 août entre les Flamands et les Français. Après ce siège, Lille resta dans le Royaume de France jusqu’en 1369.

## Déroulement du siège

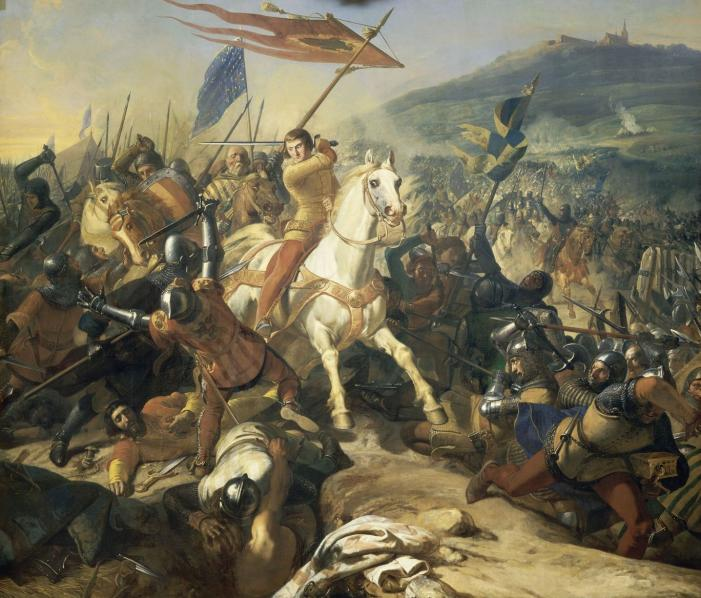
Bataille-de-Mons-en-Pévèle

Après  la bataille de Mons, à l’issue indécise (percée de l’armée flamande  au centre, déroute de ses ailes), les troupes de Philippe le Bel se dirigent vers Lille après avoir incendié  Seclin et assiègent la ville le 24 août.
Les défenseurs de la ville étaient renforcés par une partie de l’armée flamande de retour de la bataille de Mons avec à leur tête Philippe de Thiette, fils du comte Guy de Dampierre.
Comme lors des précédents siège, les Lillois étaient divisés entre les partisans du Comte, le commun et ceux du roi, les patriciens favorables à la soumission.  
Après trois semaines de siège, une convention fut conclue le 14 septembre entre les représentants de Philippe et ceux du roi sous une tente devant la maladrerie (située à l’emplacement de l'ancienne gare Saint-Sauveur). Faute de secours, la ville se rendrait le 23 septembre. Le roi de France promit de laisser sortir Philippe, sa garnison et les habitants qui voudraient le suivre et de respecter les privilèges et franchises de la ville.
La  ville dut livrer 55 otages à Philippe le Bel en engagement de cette convention.
Jean de Namur qui avait établi son quartier général à Marquette à la tête de troupes flamandes  envoya un message à Philippe de Thiette  de ne pas respecter la convention et promit de se porter au secours de la ville assiégée mais il renonça à attaquer l’armée assiégeante, qui avait reçu des renforts.
Les portes de la ville furent ouvertes après retour des 55 otages et le roi entra à Lille le 25 septembre.

## Conséquences
Les autres villes flamandes se rendirent aux Français les jours suivants.
Le comte Guy de Dampierre étant mort, son fils Robert de Béthune qui lui avait succédé signa un traité de paix à Athis-Mons en juin 1305. Le comte s’engageait à verser au roi 400 000 livres et une rente annuelle de 20 000 livres et à abattre les fortifications des villes de Flandre. Les villes refusèrent de signer ce traité. Cependant, Philippe le Bel accepta de maintenir les fortifications de Lille et s’efforça de se concilier les Lillois.
Le 11 juillet 1312, le comte renonce aux villes et châtellenies de Lille, Douai, Orchies et Béthune mais les villes et les fils du comte s’opposèrent à ce traité et la guerre recommença.
Après des tentatives de sièges de Lille et de Tournai, les négociations reprirent et la paix fut signée à Paris le 5 mai 1320.
Lille et la région wallonne restèrent dans le Royaume de France jusqu’en 1369.